# مدينة بلفيف القديمة
مجموعة المركز التاريخي لفيف أو المدينة القديمة (الأوكرانية، ستاري ميستو) هي منطقة في الجزء الأوسط من مدينة لفوف (أوكرانيا) ، وهي مدرجة في عالم اليونسكو موقع أثري.
في المؤتمر الثاني والعشرين للجنة التراث العالمي لليونسكو ، الذي عقد في كيوتو (اليابان) في الفترة من 30 نوفمبر إلى 5 ديسمبر 1998 ، تم قبول لفيف في موقع التراث العالمي.  قدمت لجنة اليونسكو الأسباب التالية لإدراج لفيف في التراث العالمي  والامتثال لمعايير اليونسكو و هي :
المعيار الثاني: فيما يتعلق بالتطور الحضري والعمارة ، تعتبر لفيف مثالًا بارزًا لتوليف التقاليد المعمارية والفنية لأوروبا الشرقية مع نفس تقاليد إيطاليا وألمانيا ؛
المعيار الخامس: اجتذب الدور السياسي والتجاري لفيف دائمًا عددًا معينًا من المجموعات العرقية ذات التقاليد الثقافية والدينية المختلفة ، والتي شكلت مجتمعات المدينة المتنوعة والمترابطة ، كما يتضح من المشهد المعماري الحضري.
تتكون أراضي مجموعة المركز التاريخي من 120 هكتارًا من الأجزاء الروسية القديمة وأجزاء العصور الوسطى من مدينة لفيف ، بالإضافة إلى أراضي كاتدرائية القديس جورج على الجبل الجوراسي المقدس.  يتم تحديد المنطقة العازلة لمجموعة المركز التاريخي من خلال حدود المنطقة التاريخية وهي حوالي 3000 هكتار .
تعمل وزارتان في حماية المعالم الأثرية للمركز التاريخي لفيف - وزارة البناء الإقليمي ووزارة الثقافة .  على الرغم من وجود مكانة خاصة ، غالبًا ما يتم إعادة بناء المعالم الثقافية من قبل المواطنين والشركات والمؤسسات الكنسية التي تمتلكها ، مما يؤدي إلى تغيير في المظهر الأصلي أو التصميم الداخلي .  تظهر المباني الجديدة أيضًا على أراضي المحمية ، مما يؤدي إلى التنافر في البيئة التاريخية .  يؤدي انتهاك الاتفاقيات مع اليونسكو إلى مخاوف من استبعاد المركز التاريخي لفيف من التراث العالمي.
و وفقًا للخطة العامة الجديدة لفيف ، يجب أن يكون الوصول إلى الجزء التاريخي من المدينة ، وخاصة في سرودميسية ، محدودًا.